# Herbert von Bismarck
Pour les articles homonymes, voir von Bismarck.
Le prince Nicolaus Heinrich Ferdinand Herbert von Bismarck (28 décembre 1849 - 18 septembre 1904), fils du chancelier Otto von Bismarck et de Johanna von Bismarck, née von Puttkamer, est un homme politique et diplomate de l'Empire allemand qui est secrétaire d'État aux Affaires étrangères.

## Biographie
Son père, Otto von Bismarck, est nommé premier ministre de Prusse en 1862 par le roi Guillaume Ier. Il veut mettre au pas les libéraux et les socialistes et unifier l'Allemagne "par le fer et la sang".
Lors de la guerre franco-prussienne, tout juste promu officier de cavalerie, le jeune Herbert - il a tout juste 21 ans -  est blessé à la bataille de Mars-la-Tour le 16 août 1870. 
L'Empire Allemand ayant été proclamé dans la Galerie des glaces du Château de Versailles le 18 janvier 1871, le premier ministre du Royaume de Prusse est automatiquement Chancelier du Reich.
Herbert von Bismarck entre au service diplomatique en 1874 et devient secrétaire d'État aux affaires étrangères en 1886. Il signe le traité de réassurance entre la Russie (représentée par le comte Chouvalov) et l'Allemagne en juin 1887. 
En 1881, il envisage d'épouser la princesse Elisabeth zu Carolath-Beuthen, divorcée, catholique et apparentée à de nombreux opposants de son père, comme Marie von Schleinitz. Otto von Bismarck exprime son refus, en menaçant son fils de le déshériter. Celui-ci cède, mais devient un homme aigri. En 1892, il épouse la comtesse Marguerite Hoyos (1871-1945), sœur d'Alexander Hoyos. 
Herbert von Bismarck démissionne de son poste de Secrétaire d'État en 1890, en même temps que son père de son poste de chancelier.
Il est le père d'Édouard von Bismarck, quatrième mari de Mona von Bismarck.

## Sources
1. ↑  (de) Philipp zu Eulenburg, Die Tragödie Herbert Bismarcks, in: Aus fünfzig Jahren, Berlin 1923, pp. 81–107, et Ullrich: Bismarck pp. 111–114